# Langreo
Langreo (em castelhano) ou Llangréu (em asturiano) é um concelho (município) da Espanha na província e Principado das Astúrias. Tem 82,46 km² de área e em 2019 tinha 39 420 habitantes (densidade: 478 hab./km²). É composto de diversas paróquias. A mais importante é La Felguera (20 000 habitantes) a que se segue Sama (12 000 hab.), Riaño, Ciaño, Barros, Lada e Tuilla.